# پارک ملی سلطنتی
پارک ملی سلطنتی (انگلیسی: Royal National Park) یک پارک ملی حفاظت‌شده‌است که با مساحت ۱۵۱ کیلومتر مربع در ایالت نیو ساوت ولز استرالیا و جنوب سیدنی قرار دارد.
این پارک پس از پارک ملی یلواستون دومین پارک ملی دنیا و نخستین پارکی به‌شمار می‌رود که در عنوان آن «پارک ملی» وجود داشته‌است. این پارک توسط سر جان رابرتسون رهبر پارلمانی نیو ساوت ولز پایه‌گذاری شد و به‌طور رسمی در ۲۶ آوریل ۱۸۷۹ معرفی گردید. نام اصلی آن پارک ملی (National Park) بود اما در سال ۱۹۵۵ پس از عبور الیزابت دوم ملکه استرالیا از این پارک طی بازدیدش در سال ۱۹۵۴، به پارک ملی سلطنتی تغییر نام یافت.